# Neoitamus grahami
Neoitamus grahami är en tvåvingeart som beskrevs av Joseph och Parui 1987. Neoitamus grahami ingår i släktet Neoitamus och familjen rovflugor. Inga underarter finns listade i Catalogue of Life.